# Cyperus pseudodistans
Cyperus pseudodistans là loài thực vật có hoa trong họ Cói. Loài này được Uittien mô tả khoa học đầu tiên năm 1925.